# Angus Crookshank
Angus Crookshank (North Vancouver, Columbia Británica, 2 de octubre de 1999) es un jugador profesional canadiense de hockey sobre hielo que se desempeña en la posición de extremo izquierdo en Ottawa Senators, equipo de la National Hockey League (NHL).

## Carrera
Fue seleccionado en la quinta ronda en la NHL Entry Draft de 2018. En 2023 hizo su debut profesional con el equipo Ottawa Senators, donde lleva jugando una temporada.